# Pieter Willem ter Haar

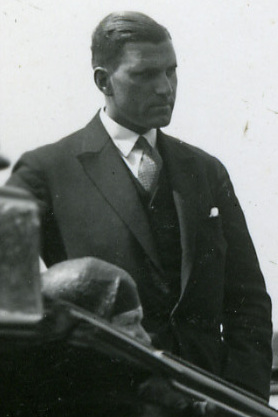
Inhuldiging en installatie Pieter Willem ter Haar als burgemeester van Ritthem in 1931

Pieter Willem ter Haar (Amsterdam, 14 april 1904 – Doorn, 13 januari 1996) was een Nederlands burgemeester.

## Biografie
Ter Haar was een lid van de in het Nederland's Patriciaat opgenomen familie Ter Haar en een zoon van Eerste Kamerlid Joannes ter Haar (1868-1941) en diens echtgenote Iskjen Catharina Romeny (1868-1961). Hij trouwde in 1938 met Henriette Elisabeth Fabius (1915-1980), lid van de familie Fabius; uit dit huwelijk werden vier kinderen geboren.
Vanaf 1931 was hij burgemeester van Ritthem tot aan zijn benoeming in 1939 tot burgemeester van Stavoren. In 1942 volgde zijn benoeming tot burgemeester van Haskerland. In 1945 werd P. Kuindersma daar waarnemend burgemeester en midden 1946 werd Ter Haar, ondanks unaniem verzet van de gemeenteraad, benoemd tot waarnemend burgemeester van die gemeente. In 1947 werd hij met terugwerkende kracht vanaf 1942 benoemd tot burgemeester van Haskerland. Vervolgens was hij van 1949 tot 1955 burgemeester van Fijnaart en Heijningen en tot slot van 1955 tot 1969 burgemeester van Doorn.

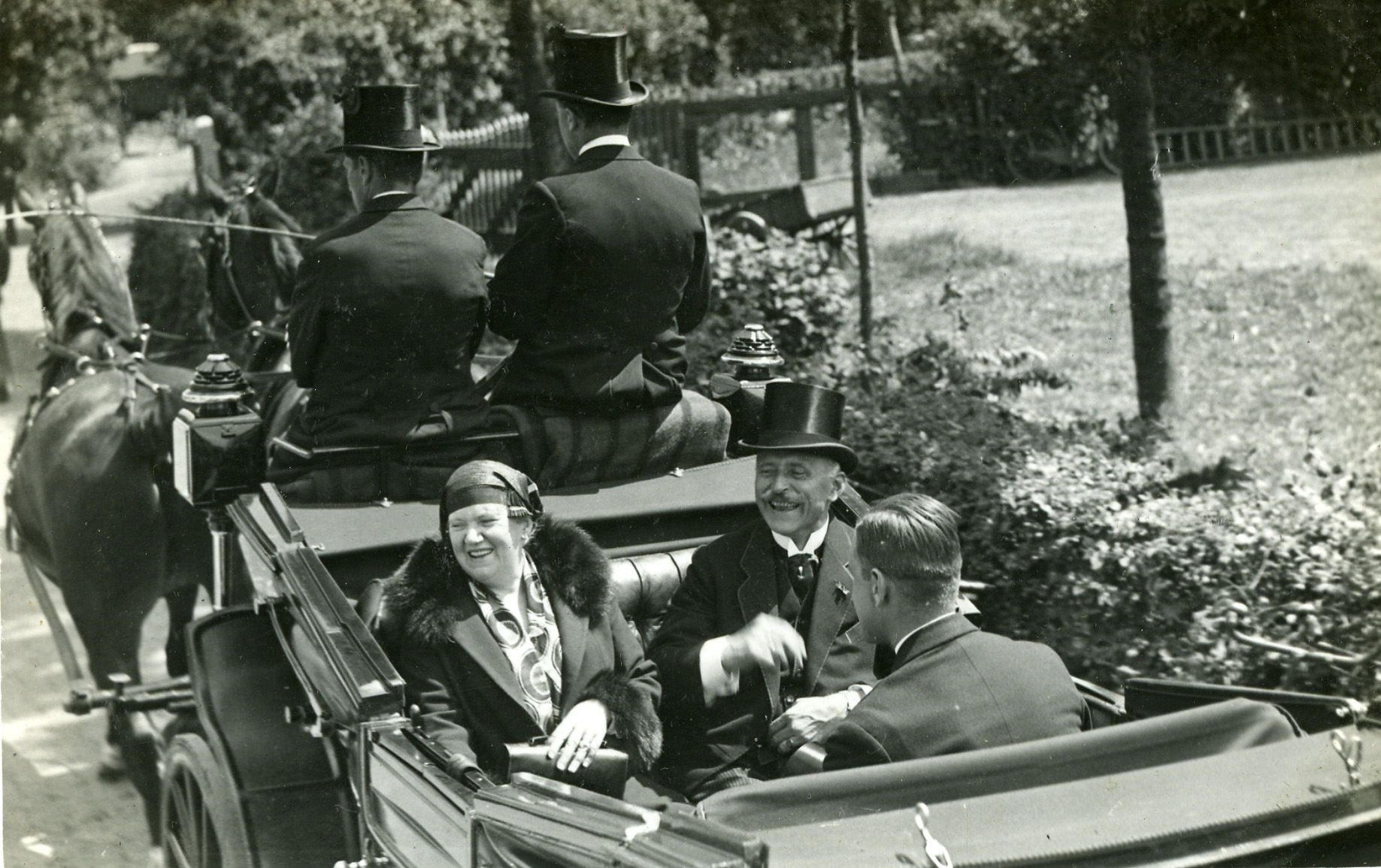
P.W. ter Haar (op de rug gezien) met vader Joannes ter Haar en moeder